# Bump n' Grind
Bump n' Grind är en låt av R&B-sångaren R. Kelly från hans debutsoloalbum 12 Play. Låten var en stor succé framförallt i USA och England. "Bump n' Grind" blev etta i den amerikanska charten i flera veckor. Låten har använts i flera filmer, som American Reunion, Without a Paddle, Project X och spel som bland annat GTA IV.

## Officiella versioner
- Bump n' Grind (LP Version) - 4:16
- Bump N' Grind (Old School Remix) - 4:28
- Bump N' Grind (How I Feel It Extended Mix) - 5:42

## Bump & Grind 2014 (Waze & Odyssey vs. R. Kelly)
Brittiska houseduon Waze & Odyssey producerade en bootleg för denna låt år 2013, sampling från "Push the Feeling On" av Nightcrawlers. Låten släpptes officiell den 19 oktober 2014.

### Musik Video
Musikvideon släpptes två månader innan låten officiellt släpptes.

## Format and låtlista
- Digital download[2]

1. "Bump & Grind 2014 (Waze & Odyssey vs. R. Kelly)" with R. Kelly – 3:00

- Digital remixes EP[3]

1. "Bump & Grind 2014 (Waze & Odyssey vs. R. Kelly) - Extended Mix" with R. Kelly – 7:23
2. "Bump & Grind 2014 (Waze & Odyssey vs. R. Kelly) - Special Request VIP" with R. Kelly – 8:34
3. "Bump & Grind 2014 (Waze & Odyssey vs. R. Kelly) - Le Youth Remix" with R. Kelly – 4:01